# Salman Bahrani
Salman Bahrani là một tiền đạo bóng đá người Iran hiện tại thi đấu cho câu lạc bộ Iran Esteghlal Khuzestan ở Persian Gulf Pro League.